# 帕利亚瓦特·松努阿姆
帕利亚瓦特·松努阿姆（1992年2月11日—）是泰國男子羽毛球運動員。

## 簡歷
2015年5月，帕利亚瓦特·松努阿姆出戰樂魚羽毛球國際系列賽，與帕泰玛斯·门翁合作赢得混合雙打比賽冠軍。

## 主要比賽成績
只列出曾進入準決賽的國際賽事成績：
| 年份   | 賽事                     | 公開賽級別 | 項目     | 拍檔              | 成績   |
| ------ | ------------------------ | ---------- | -------- | ----------------- | ------ |
| 2013年 | 樂魚羽毛球國際系列賽     | 國際系列賽 | 男子單打 | －                | 亞軍   |
| 2015年 | 樂魚羽毛球國際系列賽     | 國際系列賽 | 混合雙打 | 帕泰玛斯·门翁     | 冠軍   |
| 2016年 | 新加坡羽毛球國際系列賽   | 國際系列賽 | 混合雙打 | 纳查·盛触         | 準決賽 |
| 2017年 | 樂魚羽毛球國際挑戰賽     | 國際挑戰賽 | 混合雙打 | 帕泰玛斯·门翁     | 準決賽 |
| 2017年 | 世界大學運動會羽毛球比賽 | 其他       | 混合團體 | －                | 銅牌   |
| 2017年 | 寮國羽毛球國際系列賽     | 國際系列賽 | 混合雙打 | 基蒂帕克·杜布图克 | 亞軍   |
| 2023年 | 東南亞運動會羽毛球比賽   | 其他       | 男子團體 | －                | 銅牌   |

| 2007-2017年 | 首要超級賽 | 超級賽 | 黃金大獎賽 | 大獎賽 | 國際挑戰賽 | 國際系列賽 | 未來系列賽 | 其他 |

| 2018-2026年 | 總決賽 | 超級1000賽 | 超級750賽 | 超級500賽 | 超級300賽 | 超級100賽 | 國際挑戰賽 | 國際系列賽 | 未來系列賽 | 其他 |